# Conflits environnementaux
Un conflit environnemental est un conflit causé par la dégradation de l'environnement dans le cadre d'une mauvaise gestion des ressources environnementales,. Généralement, plusieurs parties sont impliquées, y compris les défenseurs de l'environnement qui veulent protéger l'environnement, et ceux qui réclament ou gèrent mal l'environnement pour autre chose, généralement l'industrie extractive. La mauvaise gestion des ressources environnementales peut entraîner la surexploitation ou l'extraction d'une ressource renouvelable (c'est-à-dire la surpêche ou la déforestation), provoquant une surcharge de la capacité de l'environnement à répondre à la pollution et à d'autres intrants, ou dégradant l'espace de vie pour les humains et la nature.
Souvent, ces conflits se concentrent sur des questions de justice environnementale liées aux droits des peuples autochtones, aux droits des paysans ou aux menaces pesant sur d'autres moyens de subsistance, tels que ceux des pêcheurs ou des communautés dépendant des ressources naturelles de l'océan. Les conflits environnementaux, en particulier dans les contextes où les communautés sont déplacées pour créer des migrants environnementaux ou des conflits géopolitiques, peuvent amplifier la complexité d'autres conflits, violences ou réponses à des catastrophes naturelles,,.

## Fréquence et types de conflits

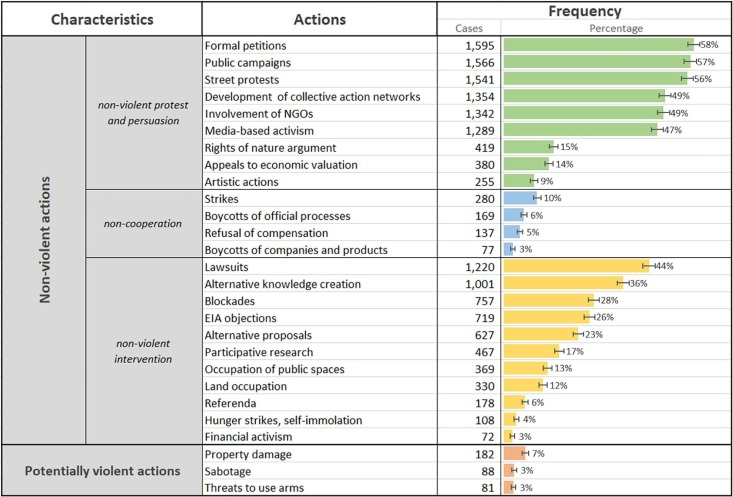
Les défenseurs de l'environnement utilisent un large éventail de tactiques

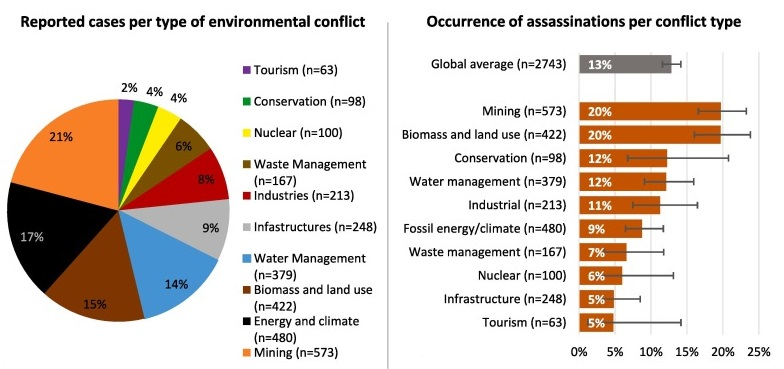
La plupart des conflits environnementaux concernent les secteurs des mines, de l'énergie et de l'élimination des déchets.

Un article de 2020 représente les arguments et les préoccupations des défenseurs de l'environnement dans plus de 2743 conflits trouvés dans l' Environmental Justice Atlas (EJAtlas). L'analyse montre  que les défis les plus fréquents des secteurs industriels dans les conflits environnementaux étaient le secteur minier (21%), le secteur des énergies fossiles (17%), la biomasse et les utilisations des terres (15%) et la gestion de l'eau (14%). Des meurtres de défenseurs de l'environnement se sont produits dans 13 % des cas signalés.
Il y a également une nette différence dans les types de conflits rencontrés dans les pays à revenu élevé et à faible revenu, avec plus de conflits autour de la conservation, de la biomasse, des terres, la gestion de l'eau dans les pays à faible revenu, tandis que dans les pays à revenu élevé, près de la moitié des conflits se concentrent sur la gestion des déchets, le tourisme, l'énergie nucléaire, les zones industrielles et autres projets d'infrastructure. Par ailleurs, l'étude annonce que la plupart des conflits commencent par des groupes locaux auto-organisés qui se défendent contre les infractions, en mettant l'accent sur des tactiques non violentes.
Les protecteurs de l'eau et les défenseurs des terres axés sur la défense des droits des autochtones sont criminalisés à un taux beaucoup plus élevé que dans d'autres conflits.

## Résolution de conflit
Un domaine distinct de la résolution des conflits, appelé Résolution des conflits environnementaux, se concentre sur le développement de méthodes collaboratives pour désamorcer et résoudre les conflits environnementaux. En tant que domaine de pratique, les personnes travaillant sur la résolution de conflits se concentrent sur la collaboration et l'établissement d'un consensus entre les parties prenantes. Une analyse de ces processus de résolution montre que le meilleur prédicteur d'une résolution réussie est une consultation suffisante avec toutes les parties concernées.

## La critique
Certains chercheurs critiquent l'accent mis sur les ressources naturelles dans les descriptions des conflits environnementaux. Souvent, ces approches se concentrent sur la commercialisation de l'environnement naturel qui ne reconnaît pas la valeur sous-jacente d'un environnement sain.